# Лотосовая сутра

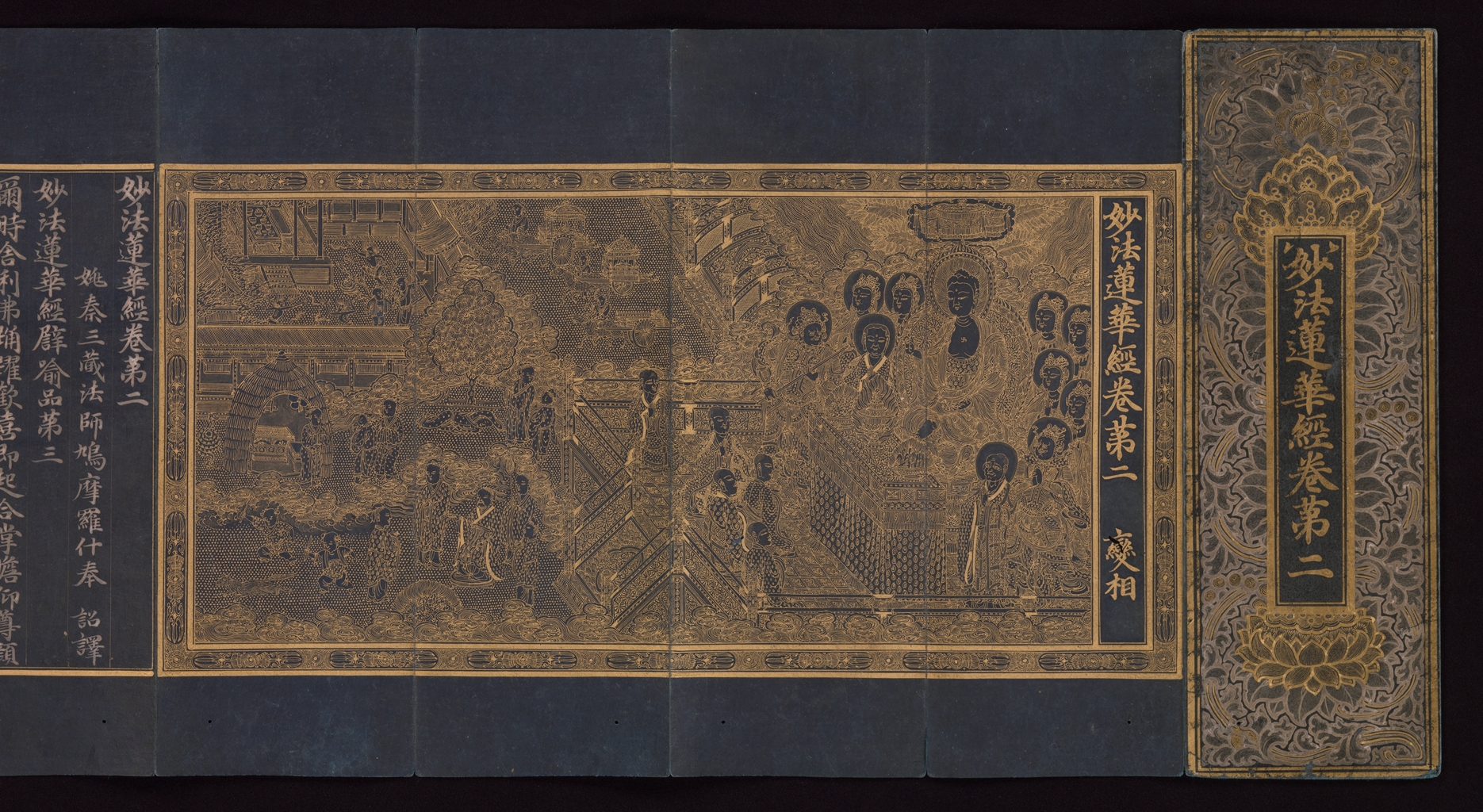
Украшенная миниатюрами рукопись Лотосовой сутры (Корё, 1340 г.)

«Сутра белого лотоса высшего учения» (санскр. सद्धर्मपुण्डरीकसूत्र IAST: Saddharma Puṇḍarīka Sūtra; кит. трад. 妙法蓮華經, упр. 妙法莲华经, пиньинь miàofǎ liánhuá jīng, палл. Мяо фа ляньхуа цзин, яп. 妙法蓮華経 Мё: хо: рэнгэ кё:, тиб. དམ་ཆོས་པད་མ་དཀར་པོའི་མདོ, Вайли dam chos pad-ma dkar po'i mdo, — Саддхармапундарика-сутра), также «Лотосовая сутра», «Сутра лотоса» — одна из известнейших и особо почитаемых махаянских сутр в Восточной Азии. Как и большинство буддийских текстов, эта сутра, вероятно, была написана через несколько веков после паринирваны Будды Шакьямуни. 

## Влияние
Стала основным священным текстом в учении буддийских школ Тяньтай в Китае, а также Тэндай и Нитирэн в Японии, и их наследников.

## Переводы
По мнению ряда переводчиков, Сутра лотоса была изначально написана на одном из пракритов и только позже переведена на санскрит для придания ей большей весомости.
В 290 году Лотосовая сутра была переведена на китайский язык Дхармаракшей. Этот перевод затем был вытеснен переводом в семи свитках, выполненным Кумарадживой в 406 г.
На русский язык переведена с китайского и издана А. И. Игнатовичем в 1998 году.

## Содержание
Сутра повествует как Будда после произнесения проповеди перед различными просветленными существами (среди которых были бхикшу, васуки, киннары, гандхарвы и гаруда) вошел в состояние самадхи. Упоминается о четырех благородных истинах и пути в Нирвану (вечное успокоение) посредством практики парамит. Учение Будды (дхарма) разъясняет его ученик Шарипутра, акцентируя внимание на дхьяне. Будда (называемый также Татхагата) замечает, что его учение не может быть понято с помощью различий. Также проповедуется отречение от желаний, алчности и увлечений. Действие происходит в районе Варанаси (ныне индийский штат Уттар-Прадеш), упоминается река Ганг. Другим толкователем дхармы был Махакашьяпа, который комментирует историю напоминающую притчу о блудном сыне. Маудгальяяна воздавал хвалу Будде. Также в сутре упомянуты сподвижник Будды Ананда и сын Будды Рахула.
В 10 главе описываются формы поклонения просветленным (татхагата), которые состоят в подношениях цветов, восхвалениях, приятной музыке и благовониях. Им предписывается воздвигать ступы. Будда предрекает, что Девадатта станет буддой и для его шарира создадут ступу. Шарипутра удивился, как одна девушка стала буддой. Та сообщила, что ей это удалось благодаря подаренной жемчужине.
В 14 главе Будда наставляет Манджушри, как пережить злую кальпу: сохранять спокойствие и терпение, дистанцироваться от властей, учения локаяты, низкой работы чандала (свиноводство, рыболовство, овцеводство, охота), жестоких игр и женщин, избегать зависти и обмана. Далее Будда обращается к Майтрейе, описывая прекрасный монастырь с садами для прогулок и комнатами для медитации-дхьяны.

## Переводы сутры
- Сутра Лотоса (Сутра о Цветке Лотоса Чудесной Дхармы)
- Сутра Лотоса сокровенного Закона (Мяо Фа Лянь Хуа Цзин) // Религии Китая: хрестоматия / Ермаков М. Е., Кравцова М. Е., Солонин К. Ю., Торчинов Е. А. / Под ред. Е. А. Торчинова. — СПб.: Евразия, 2001. — 512 с. — ISBN 5-8071-0042-5.